# En doft av honung
En doft av honung (engelska: A Taste of Honey) är en brittisk dramafilm från 1961 i regi av Tony Richardson. Filmen baseras på Shelagh Delaneys teaterpjäs med samma namn.
1999 placerade British Film Institute filmen på 56:e plats på sin lista över de 100 bästa brittiska filmerna genom tiderna.

## Rollista i urval
- Rita Tushingham - Jo
- Dora Bryan - Jos mor
- Robert Stephens - Peter Smith
- Murray Melvin - Geoffrey Ingham
- Eunice Black - Jos lärare
- Michael Bilton - Jos hyresvärd